# بلندگوی پیزوالکتریک

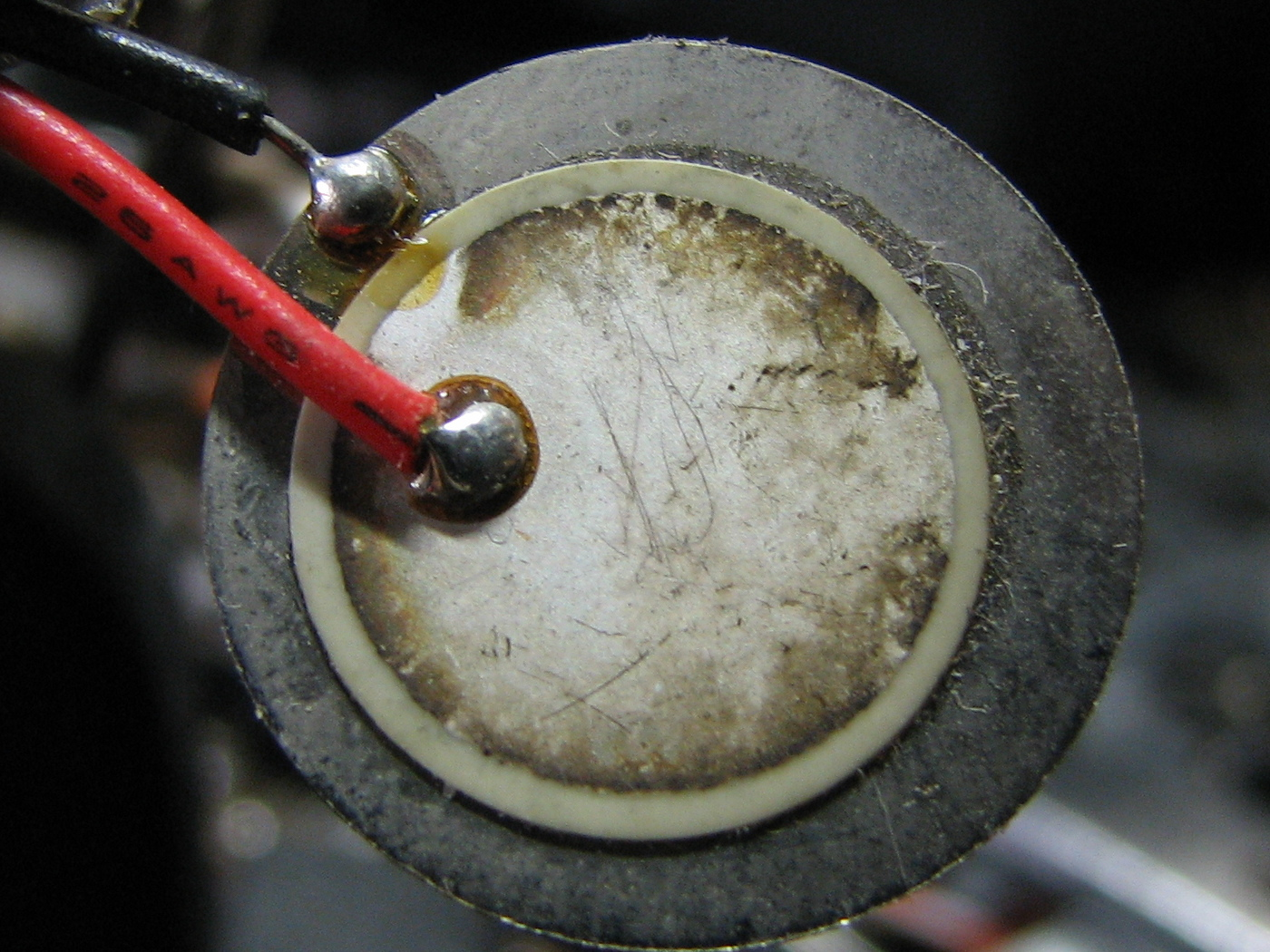
مواد پیزوالکتریک سرامیکی سفید را می‌توان روی دیافراگم فلزی قرار داد کرد.

با ولتاژ متناوب قطر دیسک مقدار کمی تغییر می‌کند.

بلندگوی پیزوالکتریک، بلندگوی فشاربرقی، بلندگوی کریستالی یا بازر پیزوالکتریک (به انگلیسی:piezoelectric speaker) بلندگویی است که از اثر و پدیدهٔ پی‌اِیزوالکتریک برای تولید صدا استفاده می‌کند. حرکت مکانیکی اولیه با اعمال ولتاژ به یک ماده پیزوالکتریک ایجاد می‌شود و این حرکت معمولاً با استفاده از دیافراگم‌ها و تشدیدگرها به صدای قابل شنیده شدن تبدیل می‌شود. پیشوند «piezo-» واژه‌ای یونانی به معنای «پرس» یا «فشار» دادن است.
در مقایسه با دیگر بلندگوها، بلندگوهای پیزوالکتریکی قابلیت استفاده‌ای نسبتاً آسانی دارند. برای مثال می‌توان آنها را مستقیماً به خروجی‌های منطق ترانزیستور-ترانزیستور متصل کرد، اگرچه اسپیکرهای پیچیده‌تر می‌توانند شدت صدای بیشتری ارائه دهند. به‌طور معمول، بلندگوهای پیزوالکتریک به خوبی در محدوده ۱ تا ۵ کیلوهرتزی و تا ۱۰۰ کیلوهرتز و در کاربردهای فراصوتی قابل استفاده هستند.

## کاربرد
بلندگوهای پیزوالکتریک اغلب برای تولید صدا در ساعت‌های مچی کوارتزی دیجیتال و سایر دستگاه‌های الکترونیکی استفاده می‌شوند و گاهی در سیستم‌های بلندگوی ارزان‌تر مانند بلندگوهای کامپیوتر و رادیوهای قابل حمل نیز ممکن است دیده شوند. آنها همچنین برای تولید فراصوت در سیستم‌های سونار نیز استفاده می‌شوند.
بلندگوهای پیزوالکتریک چندین مزیت نسبت به بلندگوهای معمولی دارند: آنها در برابر بارهای اضافی که معمولاً اکثر اسپیکرها و درایورهای فرکانس بالا را از بین می‌برد مقاوم هستند و به دلیل خواص الکتریکی آنها می‌توان بدون کراس اوور یا متقاطع‌نمای صوتی از آنان استفاده کرد. معایبی نیز وجود دارد. به عنوان مثال پاسخ فرکانسی آن‌ها در بیشتر موارد، نسبت به سایر فناوری‌ها، به‌ویژه از نظر باس و طیف میانی صوت، پایین‌تر است. از این نوع بلندگوها در مواردی که و زیر و بمی بالا از کیفیت صدا مهم‌تر است بیشتر استفاده می‌شود. کاربرد دیگر این نوع از بلندگوها در هیدروفون‌ها می‌باشد.